# Ljusdals kommun
Ljusdals kommun är en inlandskommun i nordvästra delen av Gävleborgs län.
Området som utgör Ljusdals kommun är kuperat med höjder på 400–600 meter över havet. Genom kommunen rinner Ljusnan. I början av 2020-talet var kommunen själv den största arbetsgivaren. En förhållandevis stor andel var sysselsatta inom jord- och skogsbruk och besöksnäringen höll på att utvecklas, främst området kring Järvsö. 
Sedan kommunen bildades 1971 har befolkningstrenden varit negativ.
Socialdemokraterna har varit största parti i samtliga val. Mandatperioden 2022–2026 styr Moderaterna, Liberalerna, Kristdemokraterna, Sverigedemokraterna och Ljusdalsbygdens parti. Grupperingen arbetar gemensamt under namnet Framtid Ljusdal. 

## Administrativ historik
Kommunens område motsvarar socknarna: Färila (från 1923 Färila-Kårböle socken/landskommun), Järvsö, Ljusdal, Los och Ramsjö. I dessa socknar bildades vid kommunreformen 1862 landskommuner med motsvarande namn.
Ljusdals municipalsamhälle inrättades 28 juni 1889 och upplöstes årsskiftet 1913/1914 när Ljusdals köping bildades genom utbrytning ur Ljusdals landskommun
Kommunreformen 1952 påverkade inte indelningarna i området. 1963 uppgick Ljusdals landskommun i Ljusdals köping.
Ljusdals kommun bildades vid kommunreformen 1971 av Ljusdals köping samt landskommunerna Färila, Los, Järvsö och Ramsjö.
Kommunen ingick från bildandet till 1 oktober 2000 i Ljusdals domsaga och sen dess i Hudiksvalls domsaga.

## Geografi
Kommunen ligger huvudsakligen i landskapet Hälsingland, men en mindre del (Hamra distrikt) räknas till Dalarna.
Ljusdals kommun är Sveriges tjugonde största kommun till ytan och erbjuder många skilda naturer. Längs Ljusnan finns drygt 40 kilometer av vattenvägar, Ljusnan är en av Sveriges vattenkrafttätaste älvar. 

### Topografi och hydrografi
Området som utgör Ljusdals kommun är  kuperat med höjder på 400–600 meter över havet. Berggrunden av urberg är till största del täckt av morän klädd med skog. I västra delen är moränen ofta stor- och rikblockig och  inslaget av myrmark är stort. Oftast hittas isälvsmaterial i dalgångarna. Där höjderna är under högsta kustlinjen är isälvsmaterialet  täckta av finkorniga, ibland uppodlade jordar. Ljusnan har skurit sig ned i de finkorniga sedimenten i dalgången vilket bildat upp till 30 m höga nipor. Näsbergsfältet är ett  exempel på ett isälvsdelta bildat vid högsta kustlinjen.
Nedan presenteras andelen av den totala ytan 2020 i kommunen jämfört med riket.
|  | Bebyggelse (1,9 %) |

|  | Skog (90,1 %) |

|  | Öppen myrmark (6,0 %) |

|  | Jordbruksmark (1,9 %) |

|  | Övrig mark (0,1 %) |

|  | Bebyggelse (3,1 %) |

|  | Skog (68,0 %) |

|  | Öppen myrmark (7,2 %) |

|  | Jordbruksmark (7,4 %) |

|  | Övrig mark (14,3 %) |

### Naturskydd
I västra Ljusdals kommun finns Hamra nationalpark, mest känd för sin skog. Knappt halva området utgörs av myrmark och Svartån som avvaktar myren. Nationalparken invigdes 1909 och utökades 2011.
År 2022 fanns 68 naturreservat i Ljusdals kommun. Av dessa var 27 stycken även klassade som Natura 2000-områden.

### Administrativ indelning

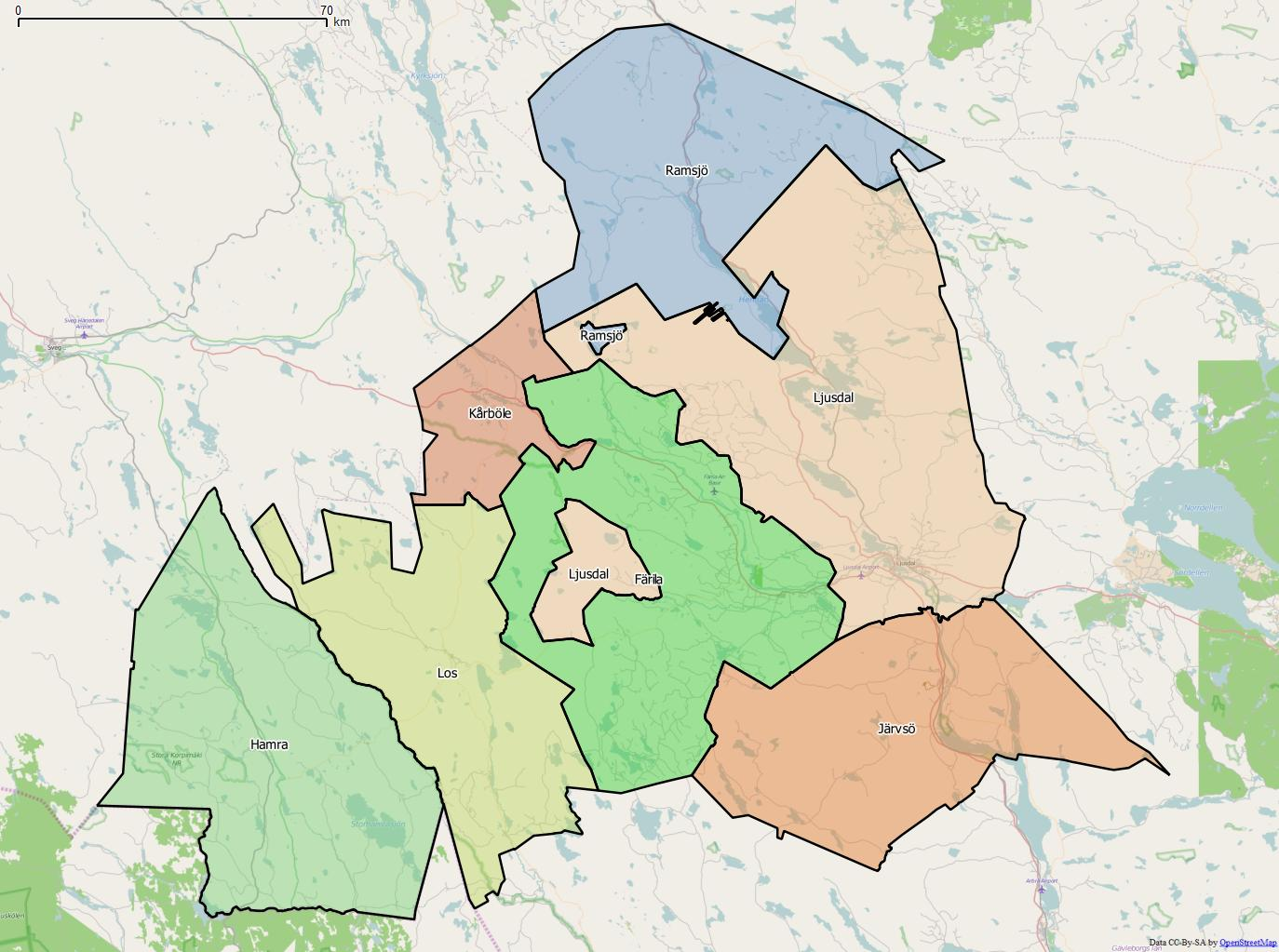
Distrikt inom Ljusdals kommun.

Fram till 2016 var kommunen för befolkningsrapportering indelad i fyra församlingar – Färila-Kårböle församling, Järvsö församling, Ljusdal-Ramsjö församling och Los-Hamra församling.
Från 2016 indelas kommunen istället i sju  distrikt: Färila, Hamra, Järvsö, Kårböle, Ljusdal, Los och Ramsjö.

### Tätorter
Vid tätortsavgränsningen av Statistiska centralbyrån den 31 december 2015 fanns det sju tätorter i Ljusdals kommun.
| Nr                          | Tätort   | Folkmängd |
| --------------------------- | -------- | --------- |
| 1                           | Ljusdal  | 7 259     |
| 2                           | Järvsö   | 1 557     |
| 3                           | Färila   | 1 398     |
| 4                           | Tallåsen | 586       |
| 5                           | Lillhaga | 411       |
| 6                           | Los      | 354       |
| 7                           | Hybo     | 206       |
| Centralorten är i fet stil. |          |           |

| Karta |
| ----- |
|       |

## Styre och politik

### Styre
Efter valet 2010 var Socialdemokraterna största parti. Tillsammans med Socialradikala demokraterna och Vänsterpartiet bildade partiet nytt styre. I början av 2012 ledde dock ett politiskt gräl till en politisk kris och att samarbetet sprack. Socialdemokraternas ordförande Örjan Fridner sa att "Vi kan inte hålla på och spela med olika spelregler utan vi måste ha respekten för varandra och för vårt uppdrag. Och när det inte går då finns inget annat att göra än tacka för sig". Därefter fortsatte Socialdemokraterna att styra tillsammans med Vänsterpartiet, Socialradikala demokraterna fick lämna samarbetet. Att ett parti lämnade majoritetsstyret ledde till flera problem, så som svårigheter att fatta beslut, att flera ärenden återremitterades och att flera höga kommunchefer slutade. Dessutom blev en socialchef uppsagd, det fanns strukturproblem på kommunledningskontoret samt problem på skolförvaltningen. I valet 2014 backade Socialdemokraterna och gick därför i opposition. Vänsterpartiet bildade ett nytt styre tillsammans med Alliansen, Valliansen.
Mandatperioden 2018–2022 styrdes kommunen av Socialdemokraterna, Liberalerna och Miljöpartiet i minoritet. Kommunalråd blev tidigare oppositionsrådet Markus Evensson (S).
Valet 2022 ledde delvis till maktskifte när Socialdemokraterna och Liberalerna bildade majoritetsstyre med Moderaterna och Kristdemokraterna. Inför kommunfullmäktiges val av oppositionsråd så meddelade Socialdemokraterna i Ljusdal att man skulle lägga sig i valet av oppositionsråd och rösta på Centerpartiets kandidat framför det största oppositionspartiet Sverigedemokraterna. Moderaterna och Kristdemokraterna lämnade då det nya styret i kommunen. Ett nytt majoritetsstyre i Ljusdal bildades av Moderaterna, Sverigedemokraterna, Ljusdalsbygdens parti, Liberalerna och Kristdemokraterna, tillsammans har de 21 av 41 mandat i kommunfullmäktige. Ny ordförande i kommunstyrelsen för perioden 2023-2026 blev Pernilla Färlin, Moderaterna. Vice ordförande blev Sverigedemokraternas Henrik Calrström.

### Kommunfullmäktige

#### Presidium
| Presidium 2022–2026    | Presidium 2022–2026 | Presidium 2022–2026 |
| ---------------------- | ------------------- | ------------------- |
| Ordförande             | S                   | Annelie Wallberg    |
| Förste vice ordförande | LjP                 | Eva-Marie Forslin   |
| Andre vice ordförande  | M                   | Thomas Evensson     |

#### Mandatfördelning 1970–2022
Under lång tid har Socialdemokraterna varit det klart största partiet vid kommunalvalen. År 2006 kom partiet Socialradikala demokrater in i kommunfullmäktige, detta parti bytte dock namn 2015 till Ljusdalsbygdens parti.
| 6 | 23 | 13 | 5 | 2 |

| 43 |

| 6 | 20 | 15 | 4 |  | 3 |

| 42 | 7 |

| 4 | 19 | 4 | 2 | 13 | 3 |  | 3 |

| 43 |

| 4 | 21 | 2 |  | 13 | 3 |  | 4 |

| 39 | 10 |

| 4 | 22 | 2 | 2 | 11 | 2 |  | 5 |

| 35 | 14 |

| 4 | 19 |  | 2 | 2 | 11 | 5 |  | 4 |

| 37 | 12 |

| 3 | 23 |  |  |  | 10 | 5 |  | 4 |

| 34 | 15 |

| 3 | 20 |  | 2 |  |  | 9 | 5 | 2 | 5 |

| 36 | 13 |

| 3 | 26 | 2 | 2 |  | 7 | 3 |  | 4 |

| 31 | 18 |

| 7 | 20 | 2 | 2 | 7 | 3 | 3 | 5 |

| 29 | 20 |

| 5 | 19 | 2 | 2 | 9 | 5 | 3 | 4 |

| 29 | 20 |

| 3 | 13 | 2 |  | 4 | 8 | 2 | 2 | 6 |

| 21 | 20 |

| 3 | 14 | 2 | 2 | 4 | 5 | 3 |  | 7 |

| 26 | 15 |

| 4 | 12 | 3 | 5 | 2 | 4 | 3 |  | 7 |

| 26 | 15 |

| 3 | 14 | 2 | 5 | 3 | 6 | 2 |  | 5 |

| 23 | 18 |

| 2 | 12 | 2 | 6 | 4 | 4 | 3 |  | 7 |

| 25 | 16 |

### Nämnder

#### Kommunstyrelse
Kommunstyrelsen i Ljusdals kommun utgörs av 11 ordinarie ledamöter. Under kommunstyrelsen finns ett utskott: Kommunstyrelsens arbetsutskott. Ledamöterna i arbetsutskottet utgör även kommunens krisledningsnämnd.
| Presidium 2022–2026    | Presidium 2022–2026 | Presidium 2022–2026 |
| ---------------------- | ------------------- | ------------------- |
| Ordförande             | M                   | Pernilla Färlin     |
| Förste vice ordförande | SD                  | Henrik Carlström    |
| Andre vice ordförande  | S                   | Lena Svahn          |

#### Lista över kommunstyrelsens ordförande
- Einar Andersson, Socialdemokraterna, 31 december 1970–30 december 1976[25]
- Lars Hansson, Centerpartiet, 31 december 1976–30 december 1979[25]
- Willy Eriksson, Socialdemokraterna, 31 december 1979–30 december 1985[25]
- Björn Brink, Centerpartiet, 31 december 1985–30 december 1988[25]
- Willy Eriksson, Socialdemokraterna, 31 december 1988–30 december 1991[25]
- Per-Olov Svensson, Socialdemokraterna, 31 december 1991–30 december 2002[25]
- Sven-Olov Mårtensson, Socialdemokraterna, 31 december 2002–30 december 2006[25]
- Roland Bäckman, Socialdemokraterna, 31 december 2010–14 december 2013[25]
- Leif Persson, Socialdemokraterna, 27 januari 2014–30 december 2014[25]
- Lars Molin, Moderaterna, 31 december 2014–30 december 2018[25]
- Markus Evensson, Socialdemokraterna, 31 december 2018–2021[26][25]
- Marit Holmstrand, Socialdemokraterna, 27 april 2021–31 december 2022[25]
- Pernilla Färlin, Moderaterna, 1 januari 2023–[27]

Denna lista hämtas från Wikidata. Informationen kan ändras där.

#### Övriga nämnder
Avser mandatperioden 2022–2026 
| Nämnd                             | Ordförande | Ordförande       | Vice ordförande | Vice ordförande        |
| --------------------------------- | ---------- | ---------------- | --------------- | ---------------------- |
| Utbildningsnämnden                | L          | Henrik Estander  | LjP             | Torsten Hellström      |
| Samhällsservicenämnden            | M          | Ulf Nyman        | SD              | Jens Furuskog          |
| Omsorgsnämnden                    | L          | Maud Jonsson     | LjP             | Marie-Louise Hellström |
| Arbetsmarknads- och socialnämnden | LjP        | Marie Mill       | M               | Kennet Hedman          |
| Jävsnämnden                       | M          | Per Olov Persson | SD              | Kurt Ljung             |
| Valnämnden                        | M          | Kennet Hedman    |                 |                        |

### Vänorter
- Danmark: Glamsbjerg
- Norge: Tynset
- Finland: Ikalis (Ikaalinen)
- Estland: Vinni
- Tyskland: Schlieben

## Ekonomi och infrastruktur

### Näringsliv
I början av 2010-talet var de större näringsområdena i Ljusdal vård-omsorg (19,4 procent), handel-kommunikation (16,1 procent) och tillverkning-utvinning (14,6 procent). 
Den största arbetsgivaren var Ljusdals kommun med 2 925 anställda, följt av Teleperformance med 175 anställda (2015) och Gävleborgs läns landsting med 290 anställda (mars 2005). Andra större företag i kommunen var DHL (125 anställda 2013), Mekanotjänst (35 anställda) och Byggfakta (54 anställda).
I början av 2020-talet arbetade omkring åtta procent av kommunens förvärvsarbetande inom jord- och skogsbruk, speciellt inom det senare. Bland större företag inom kommunen märktes DHL Express AB, den mekaniska verkstaden Mekanotjänst i Järvsö AB och ExTe Fabriks AB (timmerbankar och spännare för timmertransport). Största arbetsgivare var dock kommunen och Region Gävleborg. Besöksnäringen höll på att utvecklas och då främst området kring Järvsö.

### Infrastruktur

#### Transporter
Genom Orsa finnmark går Europaväg 45. Från kommunens södra del och norrut mot Ljusdal går riksväg 83 och från Ljusdal och norrut mot gränsen till Härjedalen går riksväg 84. Dessa är av riksintresse och huvudman är Trafikverket. Vägarna i centralorten är kommunala medan vägarna i Järvsö och Färila är vägföreningsvägar, men kommunen sköter väghållningen. Genom kommunen passerar både Norra stambanan och Inlandsbanan. Genom Norra stambanan finns snabbtågsförbindelser mellan Ljusdal–Stockholm och Ljusdal–Östersund.

## Befolkning

### Demografi

#### Befolkningsutveckling
Kommunen har 18 404 invånare (31 mars 2025), vilket placerar den på 130:e plats avseende folkmängd bland Sveriges kommuner. 
| Befolkningsutvecklingen i Ljusdals kommun 1970–2020 | Befolkningsutvecklingen i Ljusdals kommun 1970–2020 | Befolkningsutvecklingen i Ljusdals kommun 1970–2020 | Befolkningsutvecklingen i Ljusdals kommun 1970–2020 | Befolkningsutvecklingen i Ljusdals kommun 1970–2020 |
| --------------------------------------------------- | --------------------------------------------------- | --------------------------------------------------- | --------------------------------------------------- | --------------------------------------------------- |
|                                                     |                                                     |                                                     |                                                     |                                                     |
| År                                                  |                                                     |                                                     | Folkmängd                                           |                                                     |
| 1970                                                | 1970                                                |                                                     | 22 462                                              |                                                     |
| 1975                                                | 1975                                                |                                                     | 21 868                                              |                                                     |
| 1980                                                | 1980                                                |                                                     | 21 595                                              |                                                     |
| 1985                                                | 1985                                                |                                                     | 21 161                                              |                                                     |
| 1990                                                | 1990                                                |                                                     | 21 163                                              |                                                     |
| 1995                                                | 1995                                                |                                                     | 20 785                                              |                                                     |
| 2000                                                | 2000                                                |                                                     | 20 006                                              |                                                     |
| 2005                                                | 2005                                                |                                                     | 19 384                                              |                                                     |
| 2010                                                | 2010                                                |                                                     | 19 065                                              |                                                     |
| 2015                                                | 2015                                                |                                                     | 19 027                                              |                                                     |
| 2020                                                | 2020                                                |                                                     | 18 867                                              |                                                     |

#### Utländsk bakgrund
Den 31 december 2014 utgjorde antalet invånare med utländsk bakgrund (utrikes födda personer samt inrikes födda med två utrikes födda föräldrar) 1 902, eller 10,04 % av befolkningen (hela befolkningen: 18 949 den 31 december 2014). Den 31 december 2002 utgjorde antalet invånare med utländsk bakgrund enligt samma definition 790, eller 3,90 % av befolkningen (hela befolkningen: 19 776 den 31 december 2002).

#### Invånare efter de vanligaste födelseländerna
Den 31 december 2014 utgjorde folkmängden i Ljusdals kommun 18 949 personer. Av dessa var 1 701 personer (9,0 %) födda i ett annat land än Sverige. I denna tabell har de nordiska länderna samt de 12 länder med flest antal utrikes födda (i hela riket) tagits med. En person som inte kommer från något av de här 17 länderna har istället av Statistiska centralbyrån förts till den världsdel som deras födelseland tillhör.
| Födelseland      | Födelseland                       | Födelseland |
| ---------------- | --------------------------------- | ----------- |
| 31 december 2014 |                                   |             |
| 1                | Sverige                           | 17 248      |
| 2                | Asien: Övriga länder              | 235         |
| 3                | Afrika: Övriga länder             | 232         |
| 4                | Thailand                          | 159         |
| 5                | Finland                           | 152         |
| 6                | Europeiska unionen: Övriga länder | 138         |
| 7                | Syrien                            | 110         |
| 8                | Afghanistan                       | 106         |
| 9                | Danmark                           | 74          |
| 10               | Norge                             | 71          |
| 11               | Somalia                           | 69          |
| 12               | Tyskland                          | 57          |
| 13               | Iran                              | 54          |
| 14               | Turkiet                           | 49          |
| 15               | Nordamerika                       | 41          |
| 16               | Europa utom EU: Övriga länder     | 34          |
| 17               | Sydamerika                        | 32          |
| 18               | Polen                             | 30          |
| 19               | Irak                              | 16          |
| 20               | Bosnien och Hercegovina           | 10          |
| 20               | / SFR Jugoslavien/FR Jugoslavien  | 10          |
| 20               | Kina                              | 10          |
| 23               | Oceanien                          | 6           |
| 24               | Island                            | 4           |
| 25               | Okänt födelseland                 | 1           |
| 26               | Sovjetunionen                     | 1           |

## Kultur

### Kulturarv

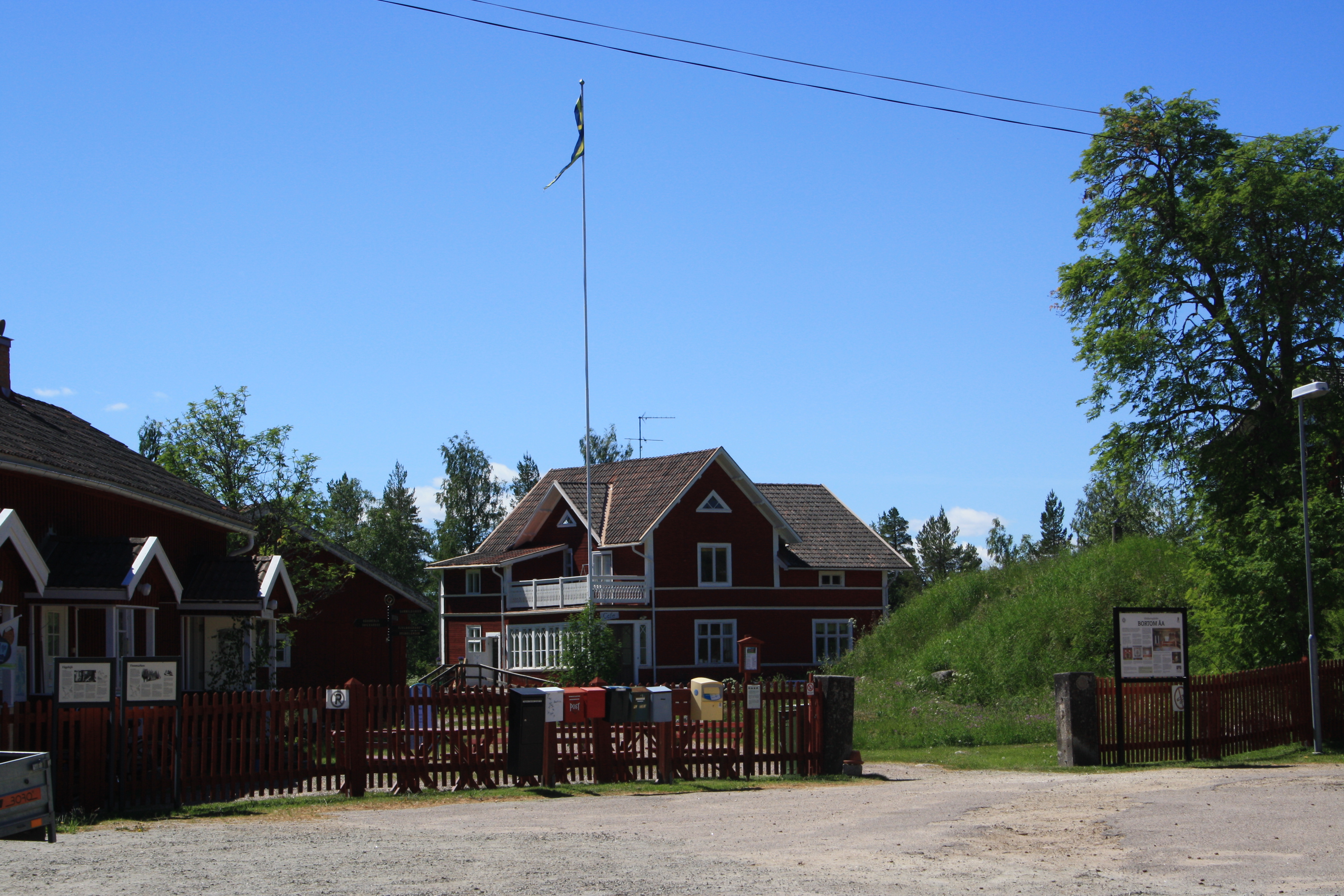
Gammelgård i Ljusdals kommun.

I kommunen finns tre av totalt sju  hälsingegårdar som tillhör världsarvet Hälsingegårdar. Dessa finns i Järvsö, Los och  Ljusdal.
År 2022 fanns 12 byggnadsminnen i Ljusdals kommun. Bland dessa fanns Stene gård, Nors ångsåg och Kvistabäckens flottled. Ett annat kulturarv är Vikstenstorpet, som numer tjänar som författarmuseum.

### Kommunvapen
Bockhuvudet i Ljusdals kommunvapen representerar bocken i Hälsinglands landskapsvapen. Ljusdals köping antog 1958 ett vapen, som aldrig fastställdes av Kungl Maj:t. Det liknar det nuvarande, men hade en bård av guld. Efter kommunbildningen 1971 fanns fem vapen att välja på, Färilas från 1958, Järvsös från 1955, Los från 1953, Ljusdals köpings från 1958 samt Ramsjös från 1964. Den namngivande enheten, Ljusdal, fick även bidra med vapen till den nya kommunen. Vapnet modifierades genom att bården togs bort och det registrerades hos Patent- och registreringsverket år 1974.